# Marea Koro
Marea Koro este o mare din Oceanul Pacific, care are la vest insula Viti Levu, și la est insulele Lau. Marea este înconjurată de insulele din arhipelagul fijian(Fiji) și este numită după insula Koro.